# Champagne Billecart-Salmon
 (septembre 2022).
Billecart-Salmon est une maison de champagne fondée en 1818 située à Mareuil-sur-Ay en France.

## Histoire
La Maison Billecart-Salmon a été fondée en 1818 par Nicolas-François Billecart et Élisabeth Salmon. Elle demeure, aujourd'hui encore, l'une des dernières Maisons de champagne toujours familiale et indépendante, dirigée par Mathieu Roland-Billecart, à la tête de la 7e génération. 
Billecart-Salmon a rejoint la société des Hénokiens, qui regroupe les plus anciennes entreprises familiales européennes. 

## Les Vins

### Non Millésimés
En novembre 2014, Le Brut Réserve a obtenu la note de 91/100 par le magazine américain "Wine Spectator".

### Millésimés
La cuvée Nicolas François Billecart, créée en hommage au fondateur de la Maison, est le fruit d'un assemblage de grands crus issus des communes de la Côte des Blancs et de la Montagne de Reims (Pinot Noir). En 1999, la cuvée NFB 1959 a été consacrée "Champagne du Millénaire" par un jury d'experts. Le Millésime 1961 a été classé second.

## Source de la traduction
- (en) Cet article est partiellement ou en totalité issu de l’article de Wikipédia en anglais intitulé « Billecart-Salmon » (voir la liste des auteurs).